# Перчукйоль
Перчукйо́ль або Перчу́к-Йоль або Північний Перчук'є́ль (рос. Перчукъёль, Перчук-Ёль, Северный Перчукъель) — річка в Республіці Комі, Росія, ліва притока річки Пирс'ю, лівої притоки річки Ілич, правої притоки річки Печора. Протікає територією Троїцько-Печорського району.
Річка починається на західних схилах хребта Мань-Хамбо біля кордону Республіки Комі та Ханти-Мансійського автономного округу Тюменської області. Протікає на південний захід, захід та північний захід.